# Nocturnal (Disclosure)
Nocturnal è un singolo del duo di produttori britannici Disclosure, estratto dal secondo album in studio Caracal e  pubblicato il 16 febbraio 2016.
Esso vede la partecipazione vocale del cantante canadese The Weeknd.